# Riacho de Santana (ort)
Riacho de Santana är en ort i Brasilien.   Den ligger i kommunen Riacho de Santana och delstaten Bahia, i den östra delen av landet, 600 km öster om huvudstaden Brasília. Riacho de Santana ligger 626 meter över havet och antalet invånare är 12 657.
Terrängen runt Riacho de Santana är kuperad åt sydost, men åt nordväst är den platt. Det finns inga andra samhällen i närheten.
Omgivningarna runt Riacho de Santana är huvudsakligen savann. Runt Riacho de Santana är det glesbefolkat, med 11 invånare per kvadratkilometer.